# Kinematografia rumuńska

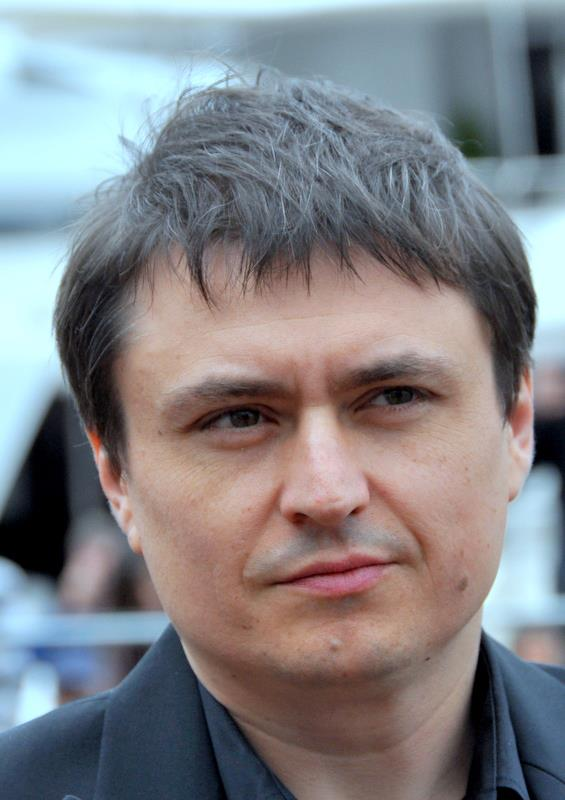
Reżyser Cristian Mungiu na 65. MFF w Cannes (2012).

Kinematografia rumuńska obejmuje sztukę filmową Rumunii, której początki sięgają przełomu XIX i XX w.
Od 1965 działa Rumuńskie Narodowe Archiwum Filmowe (Arhiva Națională de Filme), które dba o rekonstruowanie i archiwizację filmów z tego kraju. W 2002 miała miejsce pierwsza edycja Międzynarodowego Festiwalu Filmowego Transilvania. Odbywająca się w Klużu impreza jest pierwszym festiwalem filmów fabularnych, odbywającym się w Rumunii. Od 2007 przyznawane są Nagrody Gopo, wyróżnienia honorujące najwybitniejsze rumuńskie filmy i twórców minionego roku.

## Historia

### Początki
Pierwszy pokaz filmowy w Rumunii miał miejsce w Bukareszcie 27 maja 1896, niecałe pięć miesięcy po pierwszym paryskim pokazie kinematografu braci Lumière. Pierwsze kino wybudowano w Rumunii w 1909, a w 1912 odbyła się premiera pierwszego pełnometrażowego filmu, Wojna o niepodległość Grigore Brezeanu.

### Lata 50.

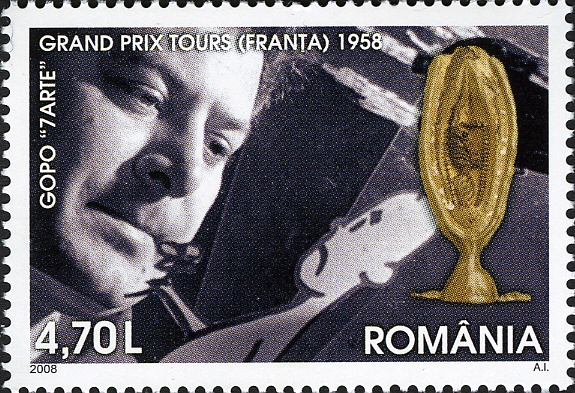
Reżyser Ion Popescu-Gopo na znaczku pocztowym.

Kino rumuńskie lat 50. pogrążone było w zastoju. Jedynym ważnym reżyserem, który pojawił się w tej dekadzie, był Ion Popescu-Gopo, wybitny autor filmów animowanych. Zdobył on Złotą Palmę za najlepszy film krótkometrażowy na 10. MFF w Cannes za Krótką historię (1956). Bohaterem obrazu, podobnie jak i innych jego krótkometrażowych animacji, był Mały Człowiek Gopo, nagi przeciętniak, klasyczny everyman.

### Lata 60.
Na początku dekady Ion Popescu-Gopo odszedł od animacji w stronę fabuły i nakręcił Skradziono bombę (1961), pozbawiony dialogów zimnowojenny dramat szpiegowski, utrzymany w tradycji filmów Bustera Keatona i Jaka Tatiego. Kontynuował dobrą passę wyrafinowanym filmem fantasy Biały Maur (1965).
Ożywienie w rumuńskim kinie nastąpiło w połowie lat 60. Pierwszym wielkim międzynarodowym sukcesem tej kinematografii był film historyczny Las powieszonych (1965) w reżyserii Liviu Ciulei. Obraz ten, odwołujący się do dylematów moralnych rumuńskich żołnierzy w czasie I wojny światowej, wyróżniono za najlepszą reżyserię na 18. MFF w Cannes. Rok później, na 19. MFF w Cannes, nagrodę za debiut zdobył Mircea Mureșan za film Pałace w płomieniach (1966), opowiadający o powstaniu chłopskim z 1907. Ówczesne kino rumuńskie triumfowało więc dzięki ukazywaniu bolesnych kart swojej historii.
Lucian Pintilie zadebiutował filmem Niedziela o szóstej (1966), przeszczepiającym styl francuskiej nowej fali na grunt rumuński. Jego następny film, Rekonstrukcja (1968), był bezkompromisowym oskarżeniem pod adresem totalitarnej władzy. Obraz ten, uznawany za jedno z największych osiągnięć w całej historii rumuńskiego kina, pozostawał w swojej ojczyźnie zakazany do 1990.

### Lata 70.-80.

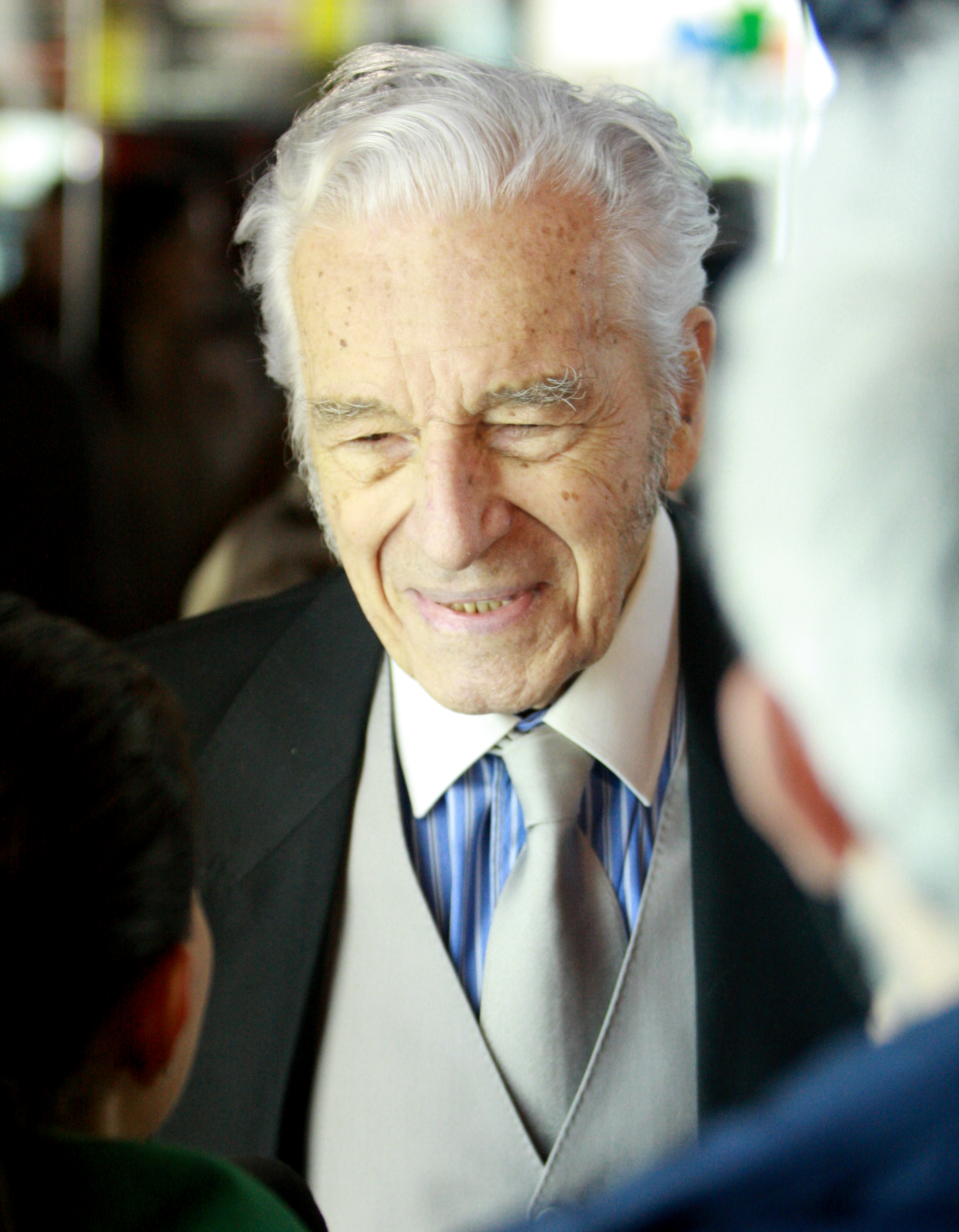
Reżyser Sergiu Nicolaescu.

Na arenie międzynarodowej zaznaczył swoją pozycję Sergiu Nicolaescu. Stał się on specjalistą od kina gatunkowego – kręcił zarówno historyczne freski, jak i thrillery i kryminały. Do pierwszych zaliczyć należy zrealizowany jeszcze w latach 60. film o dzielnych Dakach pt. Waleczni przeciw rzymskim legionom (1967) oraz Michała Walecznego (1970), superprodukcję o rumuńskim bohaterze narodowym. Do drugiej kategorii tworzonych przez Nicolaescu filmów należy z kolei osadzony w latach 40. kryminał Komisarz oskarża (1974).
W latach 80. wybił się również reżyser Mircea Daneliuc, którego Jakub (1988) zdobył nominację do Europejskiej Nagrody Filmowej dla najlepszego filmu roku.

### Lata 90.
Szczytowym osiągnięciem rumuńskiego kina lat 90. był Dąb (1992), w którym reżyser Lucian Pintilie dokonał niezwykle krytycznej wiwisekcji rumuńskiego społeczeństwa sprzed upadku dyktatury Ceaușescu. Za rolę główną w tym obrazie Maia Morgenstern otrzymała Europejską Nagrodę Filmową dla najlepszej aktorki. Weteran Pintilie kontynuował swoją dobrą passę filmem Ostatni przystanek raj (1998), który przyniósł mu Grand Prix na 55. MFF w Wenecji.
Wcześniej Srebrnego Lwa na 49. MFF w Wenecji zdobył Hotel de lux (1992) w reżyserii Dana Pițy. Wielki sukces odniosły komedie Pociąg życia (1998) pracującego we Francji Radu Mihăileanu oraz Filantropia (2002) Nae Caranfila.

### Rumuńska nowa fala

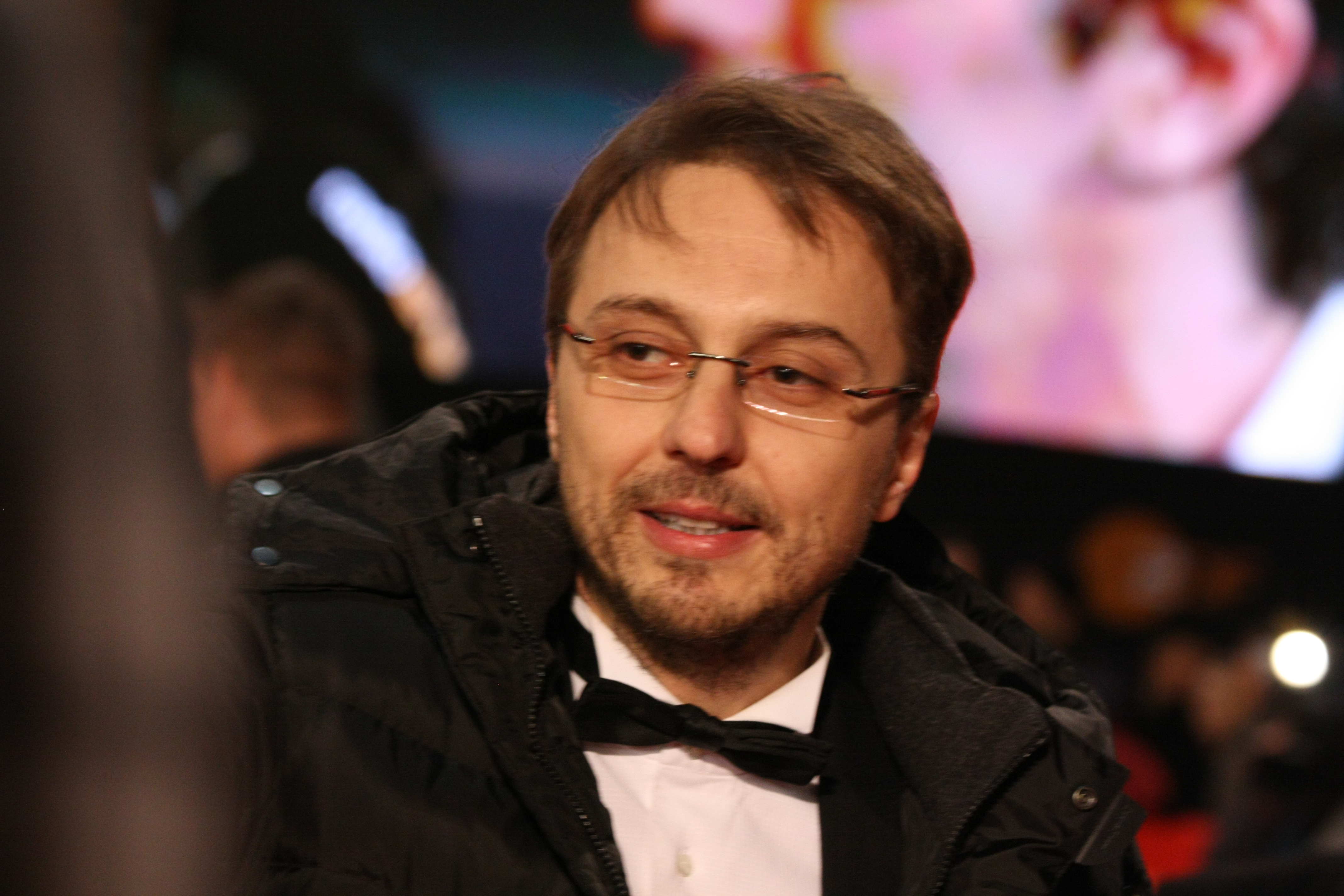
Reżyser Călin Peter Netzer na 63. MFF w Berlinie (2013).

Kino rumuńskie zyskało na znaczeniu w XXI w. wraz z pojawieniem się grupy nowych twórców (tzw. rumuńska nowa fala). Za początek sukcesów kinematografii uznaje się Śmierć pana Lăzărescu (2005) Cristiego Puiu. Największy sukces odniósł Cristian Mungiu, którego głośny obraz 4 miesiące, 3 tygodnie i 2 dni (2007) na 60. MFF w Cannes zdobył pierwszą i jedyną jak dotąd Złotą Palmę dla filmu z Rumunii. Złoty Niedźwiedź na 63. MFF w Berlinie przypadł z kolei filmowi Pozycja dziecka (2013) Călina Petera Netzera.
Inni wybitni przedstawiciele rumuńskiej nowej fali to również: Corneliu Porumboiu (12:08 na wschód od Bukaresztu, 2006), Cătălin Mitulescu (Tak spędziłem koniec świata, 2006), Cristian Nemescu (California Dreamin', 2007), Florin Șerban (Jak chcę gwizdać, to gwiżdżę, 2010), Radu Muntean (Wtorek, po świętach, 2010) czy Radu Jude (Aferim!, 2015). Na nieco dalszym planie są tacy twórcy, jak Marian Crișan, Tudor Giurgiu, Adrian Sitaru, Bogdan George Apetri, Tudor Cristian Jurgiu i Andrei Ujică. Większość ich filmów zdobywała nagrody na czołowych międzynarodowych festiwalach filmowych.
Dobra passa kina rumuńskiego trwa nadal w drugiej dekadzie XXI w. Świadczą o tym niezbicie artystyczne sukcesy kolejnych filmów Cristiana Mungiu (Za wzgórzami, 2012; Egzamin, 2016) oraz Cristiego Puiu (Aurora, 2010; Sieranevada, 2016), a także Złoty Niedźwiedź na 69. MFF w Berlinie dla eksperymentalnego filmu Adiny Pintilie Touch Me Not (2018).
Pierwszym filmem z Rumunii nominowanym do Oscara - i to od razu w dwóch kategoriach - był dokumentalny Kolektyw (2019) Alexandra Nanau, piętnujący korupcję i oszustwa na masową skalę w rumuńskiej służbie zdrowia.

## Aktorzy

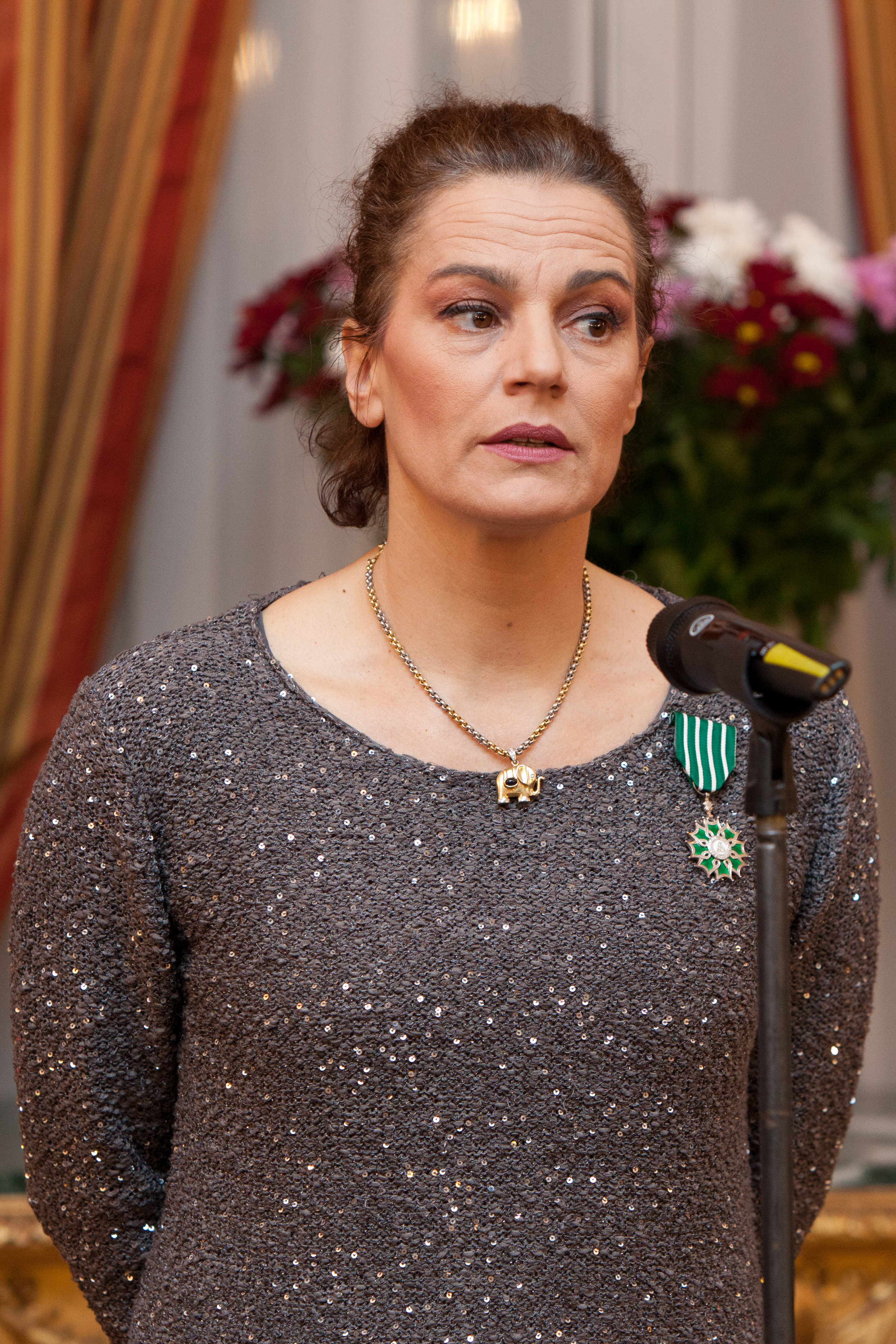
Aktorka Maia Morgenstern.

Do weteranów kina rumuńskiego należą Victor Rebengiuc, Luminița Gheorghiu, Maia Morgenstern i Răzvan Vasilescu. Ich popularność sięga czasów sprzed nowej fali w rumuńskim kinie, ale doskonale potrafili się też odnaleźć w filmach nowego nurtu.
Rumuńska nowa fala odkryła świeże talenty aktorskie. Popularność i uznanie zyskali m.in. Dragoș Bucur, Anamaria Marinca, Mimi Brănescu, Șerban Pavlu, Vlad Ivanov, Adrian Titieni i Bogdan Dumitrache. Z Rumunii pochodzi też znana niemiecka aktorka Alexandra Maria Lara.
Jedną z najczęściej nagradzanych ról w ostatniej dekadzie była postać matki, stworzona przez Luminițę Gheorghiu w filmie Pozycja dziecka (2013). Aktorka zdobyła za nią Nagrodę Gopo oraz była nominowana do Europejskiej Nagrody Filmowej dla najlepszej aktorki. Z kolei za rolę w filmie Za wzgórzami (2012) nagrodę dla najlepszej aktorki na 65. MFF w Cannes zdobyły Cristina Flutur i Cosmina Stratan.